# Robert Keith Arbuthnot
Robert Keith Arbuthnot (Alderminster, 23 marzo 1864 – battaglia dello Jutland, 31 maggio 1916) è stato un ammiraglio britannico, comandante del 1st Cruiser Squadron durante la battaglia dello Jutland. Perse la vita durante l'esplosione della sua nave ammiraglia, l'incrociatore corazzato Defence, avvenuta durante un attacco portato dalle sue unità contro la Hochseeflotte.

## Biografia
Nacque ad Alderminster il 23 marzo 1864, figlio maggiore di Sir William Arbuthnot, 3° Baronetto e di Alice Margaret Thompson.  Successe alla baroneria di suo padre il 5 giugno 1889. 
Nel 1877 si arruolò come cadetto  nella Royal Navy, imbarcandosi a Dartmouth sulla nave scuola Britannia il 15 luglio dello stesso anno. Lasciò la nave scuola il 24 luglio 1879, per unirsi il giorno successivo alla Blanche assegnata alla Stazione navale del Nord America e delle Indie Occidentali. Promosso mindshipman il 23 dicembre 1879, lasciò la Blanche il 31 marzo 1880. Trasferito sul Northampton, ritornò sulla Blanche (8 marzo-10 luglio 1881) e poi usufruì di un breve congedo dal servizio. Riprese servizio attivo sulla Minotaur appartenente allo Channel Squadron, passando poi nuovamente sulla Northampton (23 dicembre 1881-10 gennaio 1882) e quindi sulla Amethyst operante presso la stazione navale del Brasile (fino al 21 marzo). Promosso sottotenente il 23 dicembre 1883, ritornò in Gran Bretagna nel corso del 1884.
Imbarcatosi sulla nave scuola Excellent l’11 marzo 1884, sostenne gli esami per la promozione a tenente presso il Royal Naval College il 30 agosto 1885 e fu insignito della Goodenough Medal di quello stesso anno. Passò un certo periodo a bordo della nave scuola siluristi HMS Vernon, allora al comando del capitano Arthur Knyvet Wilson.

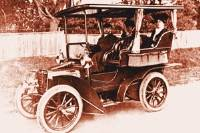
Una automobile Sunbeam tonneau.

Dotato di fama di ufficiale severo, inflessibile ed autoritario, anche per i duri standard disciplina allora in vigore, fu promosso commander nel 1897, e l'11 dicembre di quell’anno sposò la signorina Lina MacLeay (1868–1935), figlia del colonnello Alexander Caldowugh MacLeay, da cui ebbe una figlia.  Nel 1900, quando prestava servizio come primo ufficiale a bordo della nave da battaglia Royal Sovereign, scrisse il libro di 300 pagineA Battleship Commander’s Order Book che conteneva ordini dettagliati per l’equipaggio al punto che, secondo la sua opinione il comandante della nave da quel momento avrebbe dovuto emanare solo istruzioni speciali in aggiunta al regolamento già in vigore. Nel novembre 1901 rimase gravemente ferito quando un cannone da 343 mm della nave, mentre lo si stava preparando per sparare in onore del compleanno di S. M. il re Edoardo VII, esplose causando la morte di sei uomini. Al termine della convalescenza fu promosso captain il 26 giugno 1902.
Fanatico della forma fisica, aveva giocato a rugby come trequartista, capitanando la squadra dello United Service. Tirava di boxe, e come proprietario di un'automobile Sunbeam Tonneau nel 1904 gareggiò nella Bexhill Speed Trials. In quanto membro del Motor Cycling Club teneva una motocicletta nella sua cabina diurna, e quando poteva partecipava a gare di endurance su lunga distanza. Nel 1908 arrivò terzo nella classe monocilindrica al Tourist Trophy che si teneva sull’isola di Man.

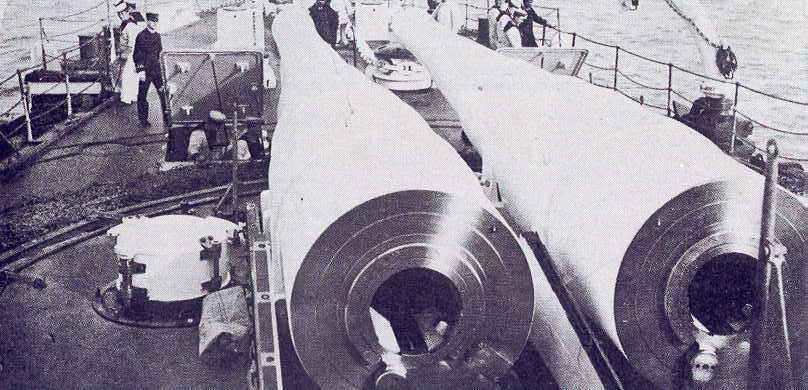
Cannoni da 343 mm della corazzata Royal Sovereign.

Nel 1904 divenne membro dell'Ordine reale vittoriano (MVO), ricoprendo poi l’incarico di comandante dell'incrociatore corazzato Hampshire tra il 1905 e il 1907. Il 20 gennaio 1910, mentre comandava la corazzata Lord Nelson, pronunciò un discorso alla Auto-Cycle Union che fu considerato incendiario specialmente considerando che agli ufficiali britannici era stato dato l'ordine di evitare di avventurarsi in intrighi politici. Parlando del profilarsi della minaccia tedesca sull'Europa insistette sul fatto che erano necessari urgenti preparativi per contrastarla, affermando che da quando era salito al trono imperiale Guglielmo II, l’impero tedesco si stava preparando alla guerra contro la Gran Bretagna. Questo discorso fu fatto mentre si stavano tenendo le elezioni generali, ed egli esortò i suoi connazionali a impedire ciò, e la prima cosa da fare era mantenere i liberali fuori dal potere. Il suo discorso fu fonte di grave imbarazzo all'interno della Royal Navy e causò un piccolo incidente diplomatico con la Germania, in quanto il governo tedesco elevò una protesta formale e l'Ammiragliato gli chiese una spiegazione, durante la quale si rifiutò di ritrattare le sue osservazioni o di scusarsi. Rapidamente sollevato dal suo comando fu posto a mezza paga. Tuttavia, poco tempo dopo, fu nominato membro del comitato sommergibili e in seguito nominato comandante della 1ª Flottiglia cacciatorpediniere di stanza a Harwich con il rango di commodoro, alzando la sua insegna sul Boadicea. Rimase a Harwich fino al 1912, e tra il 1911 e il 1912 ricoprì anche l’incarico di aiutante di campo del Re Giorgio V.  Nel luglio 1912 fu promosso contrammiraglio e nel settembre 1913 fu nominato vicecomandante della 2nd Battle Squadron, allora agli ordini del viceammiraglio Sir George Warrender che alzava la sua insegna sulla nave da battaglia Orion.

### La prima guerra mondiale

Stemma dei baronetti Arbuthnot di Edimburgo.

Dopo lo scoppio della prima guerra mondiale, avvenuta nell'agosto 1914, prese parte all'azione di contrasto al bombardamento di Scarborough, Hartlepool e Whitby effettuato dalle unità navali tedesche della Hochseeflotte il 16 dicembre. La sua natura pedissequa e dottrinale si rivelò dannosa per le sue capacità di comando, in quanto permise a un gruppo di incrociatori leggeri e cacciatorpediniere nemici di scappare senza che le navi inglesi le contrastassero, perché non aveva ancora ricevuto ordini ufficiali da Warrender di aprire il fuoco. Il capitano della Orion, Frederic Charles Dreyer, aveva puntato i suoi cannoni da 343 mm sulle navi nemiche e in seguito dichiarò di aver chiesto ripetutamente il permesso di aprire il fuoco, ma nonostante la battaglia fosse già in corso da diverse ore, Arbuthnot si rifiutò di permettere a Dreyer di sparare prima di aver ricevuto l'ordine esplicito da Warrender di farlo. Quando Warrender, che si trovava per motivi diversi sulla nave da battaglia King George V, realizzò il fatto e fece issare il segnale di autorizzazione, le navi avversarie avevano virato di bordo e si erano allontanate.
Nonostante questo episodio, nel gennaio 1915 fu nominato comandante del 1st Cruiser Squadron, alzando la sua insegna sull'incrociatore corazzato Defence. L’ammiraglio John Jellicoe aveva la massima fiducia in lui, anche se aveva notato che non tutto filava liscio all’interno dello squadrone incrociatori. Le sue unità, considerate di tipo superato, presero parte alla successiva battaglia dello Jutland costituendo la 1ª Divisione incrociatori corazzati della Grand Fleet.

### Il 1st Cruiser Squadron alla battaglia dello Jutland
Dopo le fasi iniziali dello scontro, che portarono all’affondamento di due incrociatori da battaglia inglesi, e al danneggiamento di numerose unità dei due schieramenti, il contrammiraglio Horace Hood, comandante del 3rd Battle Squadron ingaggiò brevemente le unità del II Aufläkrungsgruppe del contrammiraglio Friedrich Bödicker. Si trattava di quattro incrociatori leggeri, e uno di questi, il Wiesbaden, fu gravemente danneggiato dal tiro delle unità di Hood, tanto da rimanere immobilizzato. Alle 18:02 le unità tedesche vennero impegnate in combattimento da tre incrociatori corazzati del 1st Cruiser Squadron. Infatti, avvistate le unità nemiche, Arbuthnot si era lanciato all’attacco con tre delle sue unità, arrivando a tagliare la strada agli incrociatori da battaglia del 1st Battle Squadron comandato dal contrammiraglio David Beatty. Navigando a tutta velocità, il Defence e il Warrior attraversarono la rotta del Lion, che dovette virare bruscamente per non entrare in collisione con le navi inglesi. L’impatto fu evitato per 200 yarde, ma il Duke of Edinburgh non riuscì a passare tra gli incrociatori da battaglia rimanendo indietro. La quarta unità, il Black Prince, era rimasta troppo indietro per partecipare all’attacco. Il Defence, al comando del captain Stanley Venn Ellis, e il Warrior, al comando del captain Vincent Barkly Molteno, emersero dalla nebbia e dal fumo della battaglia ritrovandosi a sfilare controbordo alla Hochseeflotte a una distanza di 7.000 m. Centrato da due delle cinque salve sparate dal Lützow il Defence saltò in aria causando la morte di Arbuthnot e di tutti gli altri 903 membri dell'equipaggio. Il Warrior fu colpito da almeno 15 granate, e ridotto ad un relitto galleggiante affondò il mattino successivo. Il Black Prince, rimasto isolato, durante il combattimento notturno finì inquadrato dai proiettori di quattro navi da battaglia tedesche che lo presero sotto tiro con i grossi calibri da una distanza di 1.500 m. Centrato da almeno dodici proiettili l'incrociatore corazzato esplose ed affondò trascinando tra i flutti l’intero equipaggio di 852 uomini. Unica unità del 1st Cruiser Squadron a sopravvivere alla battaglia fu il Duke of Edinburgh.

### Riconoscimenti
Una targa commemorativa a lui dedicata fu eretta nella Cattedrale di Sant'Egidio a Edimburgo, e inoltre fu elevato postumo al grado di Cavaliere Commendatore dell'Ordine dei Bagno, essendo già stato nominato Compagno nel 1916. Un piccolo villaggio e un ufficio postale nel Saskatchewan portano il suo nome. Una gara interregionale di crosscountry si chiamava "The Arbuthnot Trophy". L’ammiraglio della flotta Lord John Fisher descrisse la sua morte come "una gloriosa, ma non giustificabile morte".

### Annotazioni
1. ↑  Che all’epoca ricopriva l’incarico di maggiore presso il 18º Reggimento ussari di Sua Maestà la Regina Vittoria.
2. ↑  Quarta figlia del reverendo Matthew Carrier Tompson, parroco di campagna e vicario di Alderminster, nel Worcestershire.
3. ↑  Questo libro rimane una preziosa fonte di informazioni sulla vita dei marinai a bordo della navi dell’epoca.
4. ↑  Secondo i suoi critici Arbuthnot non si riprese mai completamente dall'incidente.
5. ↑  Non esitava ad usare le mani e i pugni contro i membri dell'equipaggio riluttanti ad eseguire gli ordini.
6. ↑  Ricoprì tale incarico da marzo a dicembre 1910.
7. ↑  Il capitano Gunther Paschen del Lützow scrisse successivamente: Da sinistra a destra appare nel campo del periscopio una nave, improbabilmente grande e vicina, a prima vista riconosco un vecchio incrociatore corazzato inglese e do gli ordini necessari … distanza 7,6 km … Seguono rapidamente cinque salve, di cui tre a cavallo: poi si è ripetuta la vista ormai familiare di una nave che esplode.

### Fonti
1. 1 2 3 4 5 6 7 8 9  Dreadnought Project.
2. 1 2  "Naval Cadetships" (News). The Times. Saturday, 30 June, 1877. Issue 28982, col A, p. 14.
3. ↑  Arbuthnot Service Record. The National Archives. ADM 196/42. [Arbuthnot Service Record.] p. 249.
4. 1 2 3 4 5 6 7 8 9 10 11 12 13  Da Frè 2018, p. 94.
5. ↑  Steel, Hart 2003, p. 199.
6. 1 2  The Gun accident on board The Royal Sovereign, in The Times (36610). London. 12 November 1901. p. 3.
7. ↑  (EN) It does 30mph, has a rich history - and it's yours for £180,000, in The News, portsmouth.co.uk, 28 ottobre 2010. URL consultato il 3 gennaio 2012 (archiviato dall'url originale il 1º dicembre 2010). It is now in Yorkshire
8. ↑  Gordon 1996, p. 392.
9. ↑  The Isle Of Man Race Meeting. The Auto-Cycle Tourist Trophy, The Times, Wednesday, 23 Sep 1908.
10. ↑  Naval Appointments (Official Appointments and Notices), The Times, Monday, 13 March, 1911. Issue 39531, col E, p. 4.
11. ↑  The London Gazette: no. 28627. p. 5182. 16 July, 1912.
12. 1 2 3 4  Da Frè 2018, p. 89.
13. 1 2  Da Frè 2018, p. 82.
14. 1 2 3  Dreyer 1955, pp. 103-104.
15. ↑  Paul G. Halpern, Arbuthnot, Sir Robert Keith, fourth baronet (1864–1916), Oxford Dictionary of National Biography, Oxford University Press, September 2004; online edition, May 2006.
16. ↑  Da Frè 2018, p. 80.
17. ↑  Da Frè 2018, p. 92.
18. ↑  Gordon 1996, pp. 444-445.
19. 1 2  Da Frè 2018, p. 97.
20. ↑  The Scotsman 23 July 1917
21. ↑  Lord Fisher on the navy - 11 September 1919, The Times, 11 September 1991.